# Georges Dupré
Georges Dupré, född 1869, död 1909, var en fransk medaljgravör.
Dupré blev en av sin tids främsta gravörer och utförde medaljer och plaketter för samfund och enskilda samt vid minneshögtider, bland annat över Hector Berlioz och Frédéric Mistral. Dupré är representerad vid bland annat Nationalmuseum.